# Andréa Barbot
Pour les articles homonymes, voir Barbot.
Andréa Barbot, née le 6 septembre 1852 à Toulouse et morte le 30 mars 1923 à Épinay-sur-Seine, est une artiste lyrique française (contralto), active dans les années 1870.

## Biographie
Philippine Madelaine Andrée Barbot, dite Andréa Barbot, est issue d'une famille musicienne. En effet, elle est la fille du pianiste et compositeur Paul Barbot et de Caroline Franco ; son oncle est le ténor Joseph Barbot (en) et sa tante Caroline Barbot est artiste lyrique et professeure de chant au conservatoire de Toulouse.
Andréa Barbot épouse le 26 juin 1880 à Paris Paul Mounet, encore étudiant en médecine et futur sociétaire de la Comédie française. Sa sœur épousera en 1885 Jean Mounet-Sully, frère aîné de Paul.

## Carrière
Andréa Barbot se forme auprès de son père puis d'Henri Laget, professeur de chant du conservatoire de Paris,. Elle fait ses débuts salle Le Peletier le 19 février 1872 dans un rôle de l'opéra Le Trouvère de Verdi. Poussée par son père et la critique, à parfaire sa formation avant de faire son entrée sur la scène lyrique pour parfaire sa formation, elle fréquente plusieurs scènes françaises (opéra de Paris, mais aussi Nancy, Dieppe, Rouen, Marseille) et européennes (La Haye, Anvers) dans les années 1870.
En mars 1884, elle s'essaie brièvement à la tragédie sous le nom de madame Paul Mounet, en faisant ses débuts dans Britannicus au sein de la troupe de la Comédie-Française,.
La carrière d'Andréa Barbot semble s'estomper à la fin du XIXe siècle.
Elle meurt à 71 ans et est inhumée au cimetière du Montparnasse.